# Ediciones Petronio
Ediciones Petronio fue un sello editorial español, con sede en el número 558 de la calle Valencia de Barcelona. Estuvo vinculada a la Editorial Ferma durante unos años como socios pero Ediciones Petronio era totalmente societaria de la familia no de E. Ferma. Trabajaba con la distribuidora Edipress y tenía varios sellos editoriales entre los que estaban Ed. Victoria  sello que publicó novelas y fotonovelas eróticas -pornográficas  (con redacción en la misma sede).
Entre las décadas de los sesenta y setenta del siglo XX, Ediciones Petronio produjo libros de clásicos de la literatura con encuadernaciones de lujo en tapa dura, grabado oro y sobrecubiertas las cuales eran dibujadas por los grandes dibujantes que trabajaban con la editorial, entre algunos Chacopino, etc. y luego se especializó en colecciones de literatura popular (suspense, espionaje, acción y terror), así como libros de temática erótica y morbosa los Clásicos de la Literatura Erótica Universal, Apollinaire, Sacher M., Moratin entre otros. También lanzó cuentos troquelados, álbumes de cromos y una colección de tebeos de aventura y acción.
De sus mayores éxitos editoriales cabe destacar los libros relacionados con la II Guerra Mundial con escritores como Karl Von Vereiter, fue el editor que en colaboración con el Amical de Mauthausen de Francia , adquirió los derechos de edición del libro Deportación, sobre los campos de concentración nazis.
Fue de las primeras editoriales españolas en promocionar sus libros en El corte Inglés, Simago, Galerías Preciados y todas las ferias del libro, como asimismo en Latinoamérica, donde sus obras clásicas estaban en cualquier rincón, hoy en día sus ediciones están muy buscadas por los coleccionistas.
Su editor y fundador Juan Pascual Fuster falleció el 6 de julio de 2018.

## Colecciones de tebeos
| Título           | Año  | Guionista | Dibujante | Ejemplares | Tamaño  | Precio facial en pesetas |
| ---------------- | ---- | --------- | --------- | ---------- | ------- | ------------------------ |
| Extra !!Action!! | 1969 | Varios    | Varios    | 13         | 21 x 15 |                          |